# Bieujac
Bieujac (Viaujac en gascon) est une commune du Sud-Ouest de la France, située dans le département de la Gironde (région Nouvelle-Aquitaine).
Ses habitants sont appelés les Bieujacais.

## Géographie

### Localisation
Dans le vignoble des Graves sur le Beuve, un affluent de la rive gauche de la Garonne dont elle est séparée par le territoire communal de Castets et Castillon, la commune de Bieujac se situe, à 58 km au sud-est de Bordeaux, chef-lieu du département et à 9,5 km à l'est de Langon, chef-lieu d'arrondissement et anciennement de canton.

### Communes limitrophes
Les communes limitrophes en sont Castets et Castillon au nord-est (anciennement Castets-en-Dorthe et Castillon-de-Castets), Savignac au sud-est, Brannens au sud, Auros à l'extrême sud-ouest sur moins de 100 mètres, Saint-Pardon-de-Conques à l'ouest, et Saint-Loubert au nord-ouest.
| Saint-Loubert           |          | Castets et Castillon |
| Saint-Pardon-de-Conques | Bieujac  |                      |
| Auros                   | Brannens | Savignac             |

### Climat
Pour des articles plus généraux, voir Climat de la Nouvelle-Aquitaine et Climat de la Gironde.
Historiquement, la commune est exposée à un climat océanique aquitain.  
En 2020, Météo-France publie une typologie des climats de la France métropolitaine dans laquelle la commune est exposée à un climat océanique et est dans la région climatique  Aquitaine, Gascogne, caractérisée par une pluviométrie abondante au printemps, modérée en automne, un faible ensoleillement au printemps, un été chaud (19,5 °C), des vents faibles, des brouillards fréquents en automne et en hiver et des orages fréquents en été (15 à 20 jours).
Pour la période 1971-2000, la température annuelle moyenne est de 12,4 °C, avec une amplitude thermique annuelle de 14,6 °C. Le cumul annuel moyen de précipitations est de 837 mm, avec 11,8 jours de précipitations en janvier et 6,8 jours en juillet. Pour la période 1991-2020, la température moyenne annuelle observée sur la station météorologique la plus proche, située sur la commune de Cazats à 9 km à vol d'oiseau, est de 13,7 °C et le cumul annuel moyen de précipitations est de 825,5 mm,. Pour l'avenir, les paramètres climatiques de la commune estimés pour 2050 selon différents scénarios d’émission de gaz à effet de serre sont consultables sur un site dédié publié par Météo-France en novembre 2022.

## Urbanisme

### Typologie
Au 1er janvier 2024, Bieujac est catégorisée commune rurale à habitat dispersé, selon la nouvelle grille communale de densité à sept niveaux définie par l'Insee en 2022.
Elle est située hors unité urbaine. Par ailleurs la commune fait partie de l'aire d'attraction de Bordeaux, dont elle est une commune de la couronne,. Cette aire, qui regroupe 275 communes, est catégorisée dans les aires de 700 000 habitants ou plus (hors Paris),.

### Occupation des sols

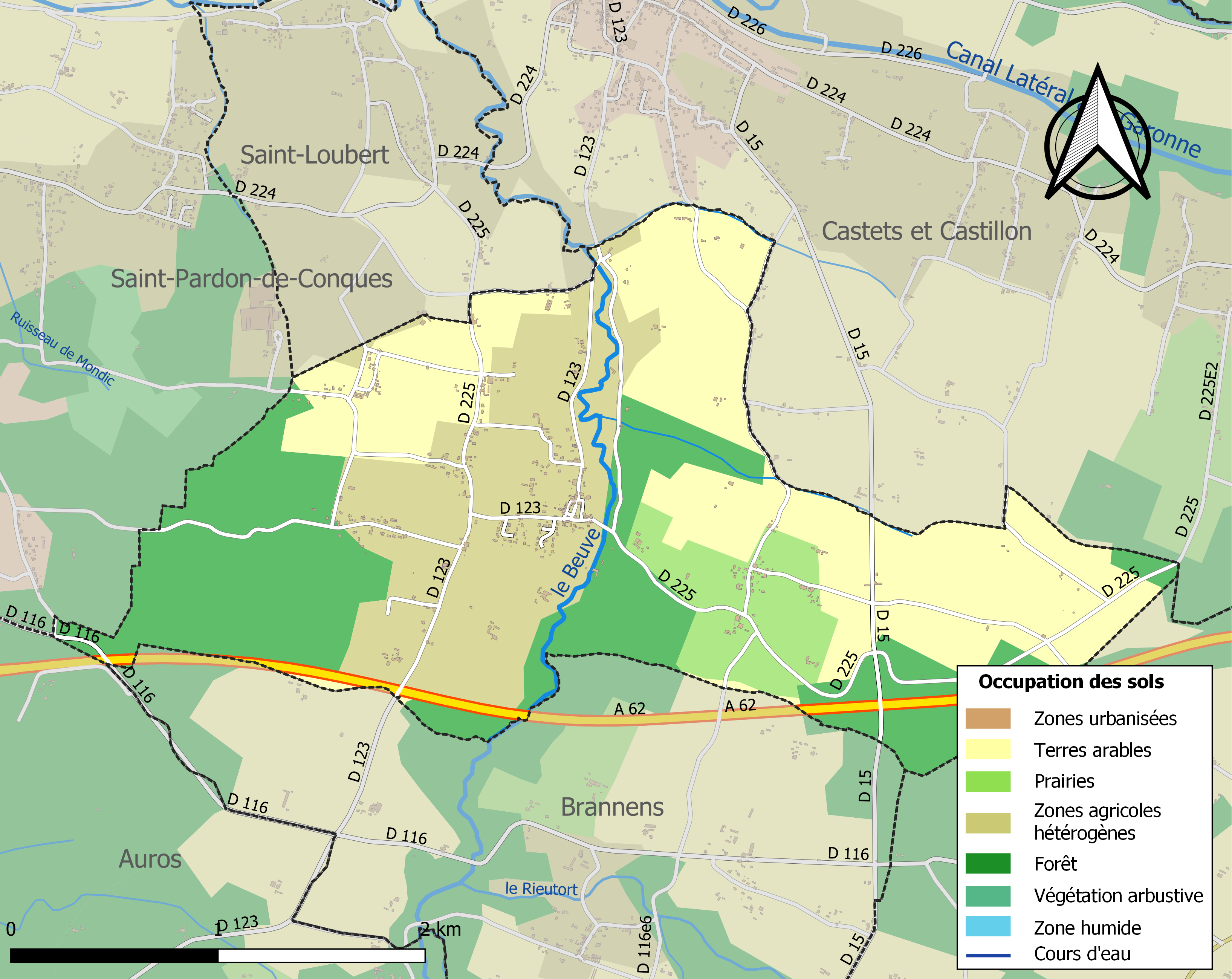
Carte des infrastructures et de l'occupation des sols de la commune en 2018 (CLC).

L'occupation des sols de la commune, telle qu'elle ressort de la base de données européenne d’occupation biophysique des sols Corine Land Cover (CLC), est marquée par l'importance des territoires agricoles (68,4 % en 2018), une proportion sensiblement équivalente à celle de 1990 (68,3 %). La répartition détaillée en 2018 est la suivante : 
forêts (31,6 %), terres arables (26,9 %), zones agricoles hétérogènes (26 %), cultures permanentes (8 %), prairies (7,5 %). L'évolution de l’occupation des sols de la commune et de ses infrastructures peut être observée sur les différentes représentations cartographiques du territoire : la carte de Cassini (XVIIIe siècle), la carte d'état-major (1820-1866) et les cartes ou photos aériennes de l'IGN pour la période actuelle (1950 à aujourd'hui).

### Voies de communication et transports
La route départementale 123 qui traverse le village mène vers le nord à Castets et Castillon et vers le sud à Cazats et au-delà à Bazas.
La route départementale 225 mène vers l'est à Pondaurat et vers l'ouest à la D224 qui conduit à Langon.

Le sud du territoire communal est traversé d'est en ouest par l'autoroute A62. L'accès le plus proche en est  4 La Réole distant de 12 km vers l'est-sud-est.

L'accès  Bazas à l'autoroute A65 (Langon-Pau) se situe à 15 km vers le sud-ouest.
La gare SNCF la plus proche est celle, distante de 5,5 km vers le nord, de Caudrot sur la ligne Bordeaux - Sète du TER Nouvelle-Aquitaine. La gare de Langon, distante de  9,5 km vers l'ouest, présente cependant plus de trafic.

### Risques majeurs
Le territoire de la commune de Bieujac est vulnérable à différents aléas naturels : météorologiques (tempête, orage, neige, grand froid, canicule ou sécheresse), inondations et séisme (sismicité très faible). Un site publié par le BRGM permet d'évaluer simplement et rapidement les risques d'un bien localisé soit par son adresse soit par le numéro de sa parcelle.
La commune a été reconnue en état de catastrophe naturelle au titre des dommages causés par les inondations et coulées de boue survenues en 1982, 1997, 1999 et 2009,.

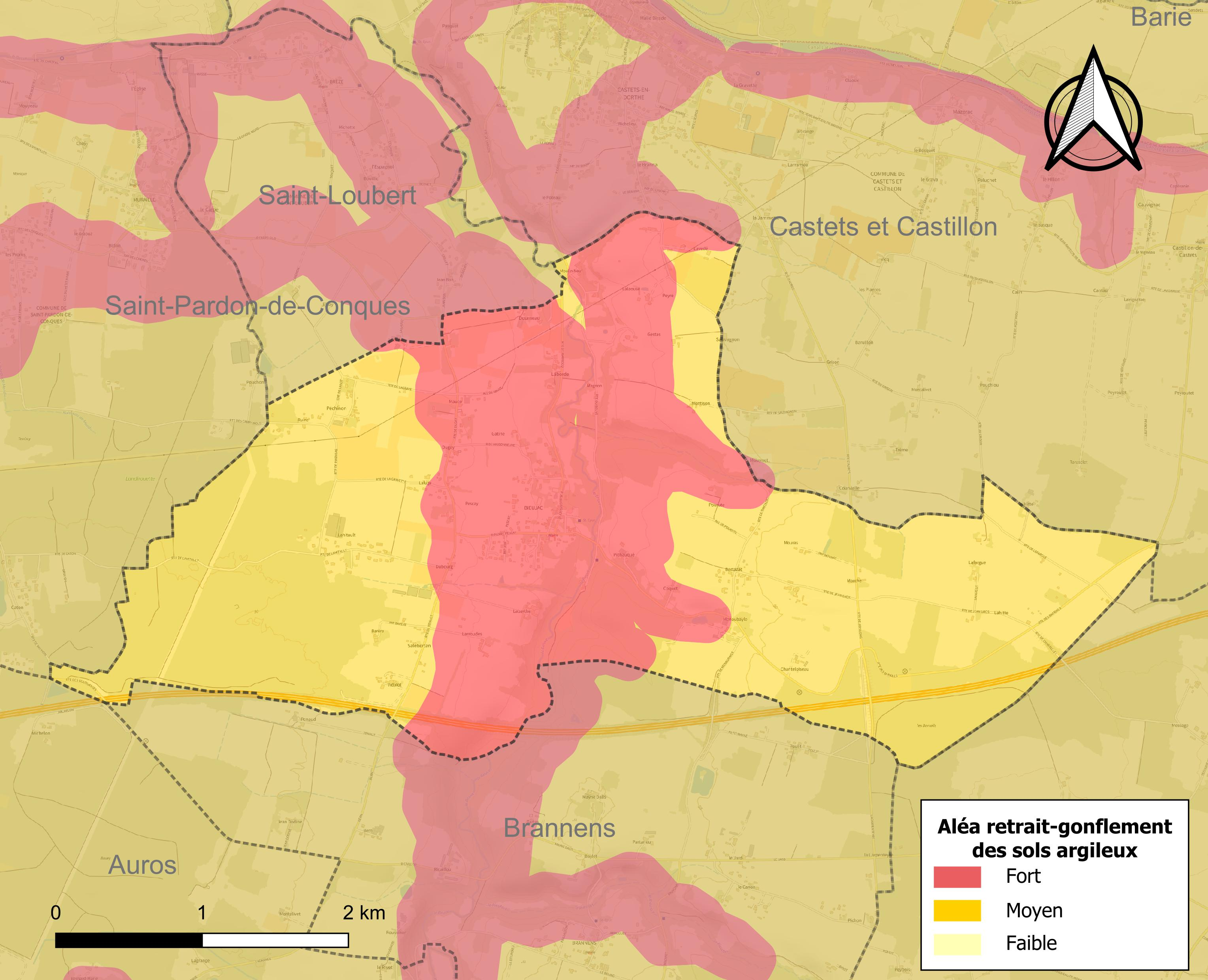
Carte des zones d'aléa retrait-gonflement des sols argileux de Bieujac.

Le retrait-gonflement des sols argileux est susceptible d'engendrer des dommages importants aux bâtiments en cas d’alternance de périodes de sécheresse et de pluie. La totalité de la commune est en aléa moyen ou fort (67,4 % au niveau départemental et 48,5 % au niveau national). Sur les 230 bâtiments dénombrés sur la commune en 2019, 230 sont en aléa moyen ou fort, soit 100 %, à comparer aux 84 % au niveau départemental et 54 % au niveau national. Une cartographie de l'exposition du territoire national au retrait gonflement des sols argileux est disponible sur le site du BRGM,.
Par ailleurs, afin de mieux appréhender le risque d’affaissement de terrain, l'inventaire national des cavités souterraines permet de localiser celles situées sur la commune.
Concernant les mouvements de terrains, la commune a été reconnue en état de catastrophe naturelle au titre des dommages causés par la sécheresse en 2011 et par des mouvements de terrain en 1999.

## Histoire
À la Révolution, la paroisse Notre-Dame de Bieujac, annexe de Saint-Sulpice de Brannens, forme la commune de Bieujac.

## Politique et administration
| Période                                  | Période  | Identité                    | Étiquette | Qualité       |
| ---------------------------------------- | -------- | --------------------------- | --------- | ------------- |
| 1791                                     | 1800     | Pierre Descay               |           |               |
| 1800                                     | 1808     | Arnaud Chabannes            |           |               |
| 1808                                     | 1816     | Pierre Descay               |           |               |
| 1816                                     | 1830     | Arnaud Chabannes            |           |               |
| 1830                                     | 1848     | Jean Boyancé                |           |               |
| 1848                                     | 1870     | Charles Rossignol           |           |               |
| 1870                                     | 1874     | Jean Faugas                 |           |               |
| 1874                                     | 1876     | Charles Rossignol           |           |               |
| 1876                                     | 1892     | Jean Saint-Blancard         |           |               |
| 1892                                     | 1893     | Jean-Septième Bentéjac      |           |               |
| 1893                                     | 1896     | Jean Laurens                |           |               |
| 1896                                     | 1897     | Alban Rossignol             |           |               |
| 1897                                     | 1912     | Paul-Joseph Debayle         |           |               |
| 1912                                     | 1934     | Louis Duzan                 |           |               |
| 1934                                     | 1938     | Charles-Jean Chevassier     |           |               |
| 1938                                     | 1942     | Pierre-Léon Laffargue       |           |               |
| 1942                                     | 1944     | Pierre-Léon Laffargue       |           |               |
| 1944                                     | 1948     | Charles-Jean Chevassier     |           |               |
| 1948                                     | 1965     | Jean-Maurice Dumeau         |           |               |
| 1965                                     | 1983     | Paul-Pierre-Martin Bentéjac |           |               |
| 1983                                     | 2008     | Michel Lacaze               |           |               |
| mars 2008                                | mai 2020 | Jean-Claude Duménil         |           | Retraité      |
| mai 2020                                 | En cours | Frédéric Birac              |           | Fonctionnaire |
| Les données manquantes sont à compléter. |          |                             |           |               |

### Communauté de communes
Le 1er janvier 2014, la communauté de communes du Pays de Langon ayant été supprimée, la commune de Bieujac s'est retrouvée intégrée à la communauté de communes du Sud Gironde siégeant à Mazères.

## Démographie
L'évolution du nombre d'habitants est connue à travers les recensements de la population effectués dans la commune depuis 1793. Pour les communes de moins de 10 000 habitants, une enquête de recensement portant sur toute la population est réalisée tous les cinq ans, les populations de référence des années intermédiaires étant quant à elles estimées par interpolation ou extrapolation. Pour la commune, le premier recensement exhaustif entrant dans le cadre du nouveau dispositif a été réalisé en 2004.

En 2022, la commune comptait 670 habitants, en évolution de +16,72 % par rapport à 2016 (Gironde : +6,91 %, France hors Mayotte : +2,11 %).
| 1793 | 1800 | 1806 | 1821 | 1831 | 1836 | 1841 | 1846 | 1851 |
| ---- | ---- | ---- | ---- | ---- | ---- | ---- | ---- | ---- |
| 750  | 347  | 517  | 434  | 503  | 504  | 502  | 521  | 504  |

| 1856 | 1861 | 1866 | 1872 | 1876 | 1881 | 1886 | 1891 | 1896 |
| ---- | ---- | ---- | ---- | ---- | ---- | ---- | ---- | ---- |
| 539  | 527  | 509  | 451  | 506  | 503  | 542  | 517  | 520  |

| 1901 | 1906 | 1911 | 1921 | 1926 | 1931 | 1936 | 1946 | 1954 |
| ---- | ---- | ---- | ---- | ---- | ---- | ---- | ---- | ---- |
| 512  | 509  | 511  | 413  | 393  | 412  | 416  | 375  | 377  |

| 1962 | 1968 | 1975 | 1982 | 1990 | 1999 | 2004 | 2006 | 2009 |
| ---- | ---- | ---- | ---- | ---- | ---- | ---- | ---- | ---- |
| 341  | 344  | 280  | 297  | 384  | 416  | 447  | 463  | 494  |

| 2014 | 2019 | 2022 | - | - | - | - | - | - |
| ---- | ---- | ---- | - | - | - | - | - | - |
| 548  | 639  | 670  | - | - | - | - | - | - |

## Lieux et monuments
- L'église Notre-Dame, à l'origine du XIe siècle, a été entièrement reconstruite de 1830 à 1884 dans le style néoroman. Elle se caractérise par un «clocher peigne » à trois baies avec deux clochetons et balcon et une tour-escalier percée de meurtrières[26].

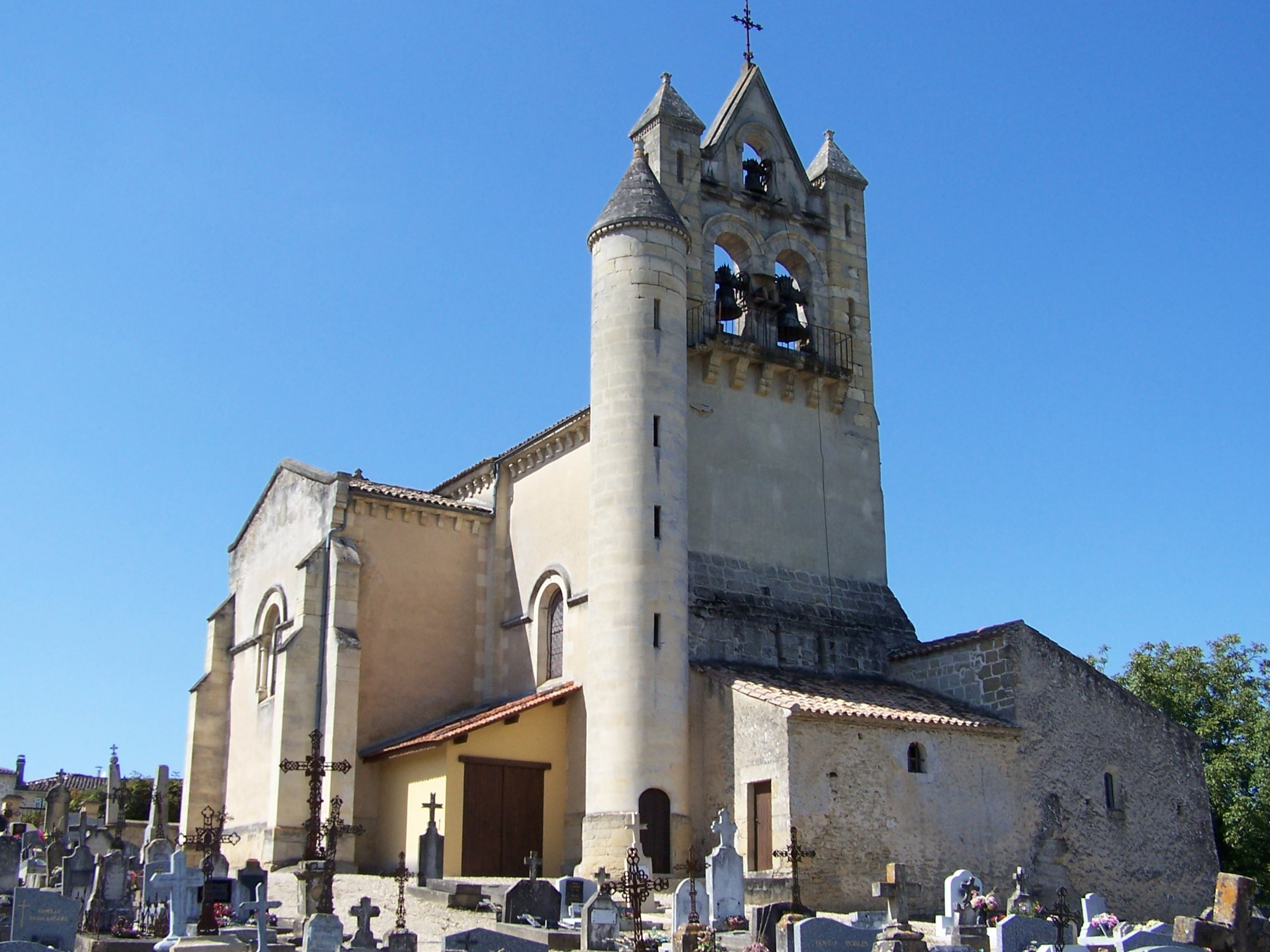
Vue sud-est de l'église Notre-Dame (sept. 2009).
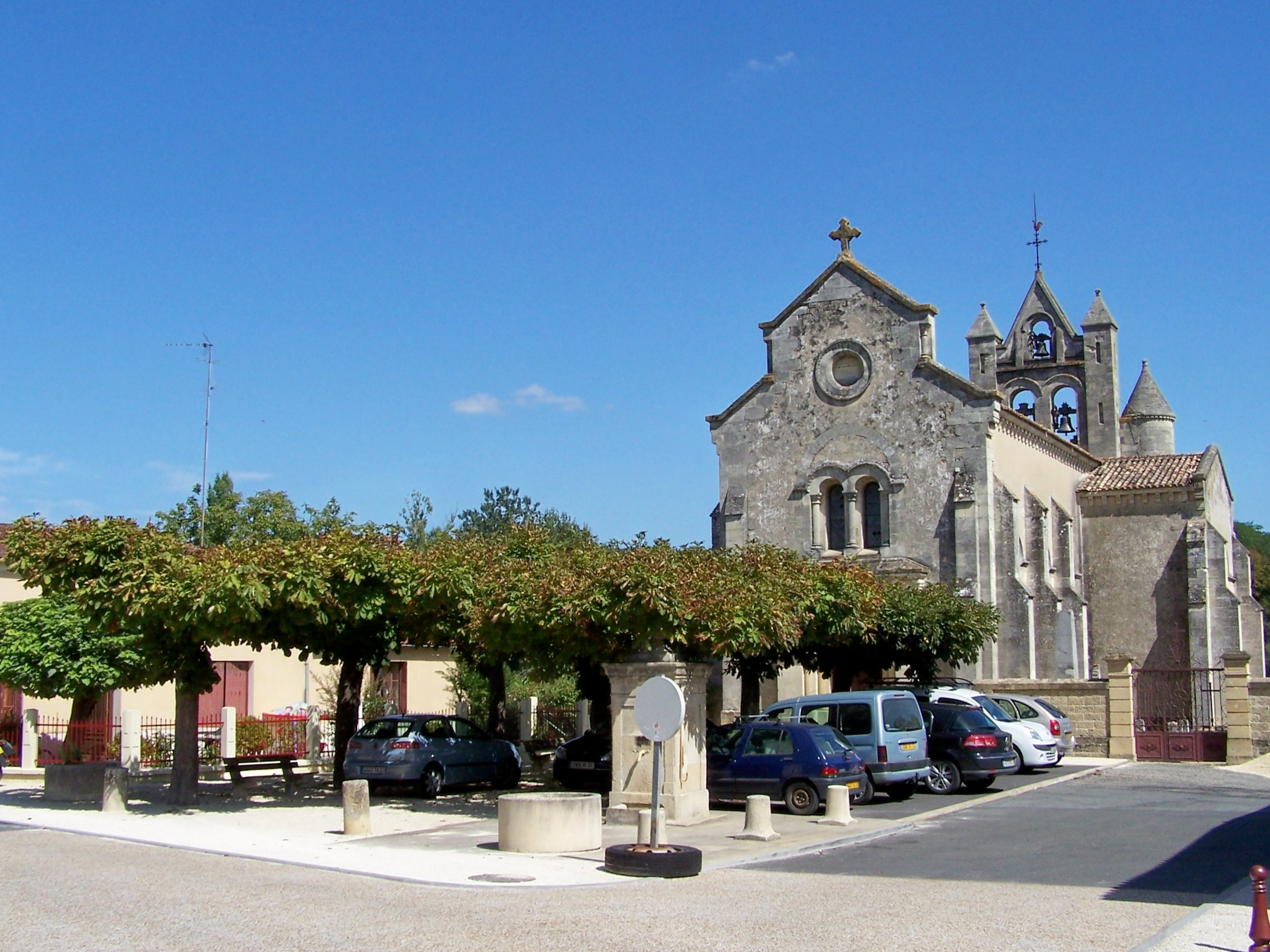
La place devant l'église Notre-Dame (sept. 2009).
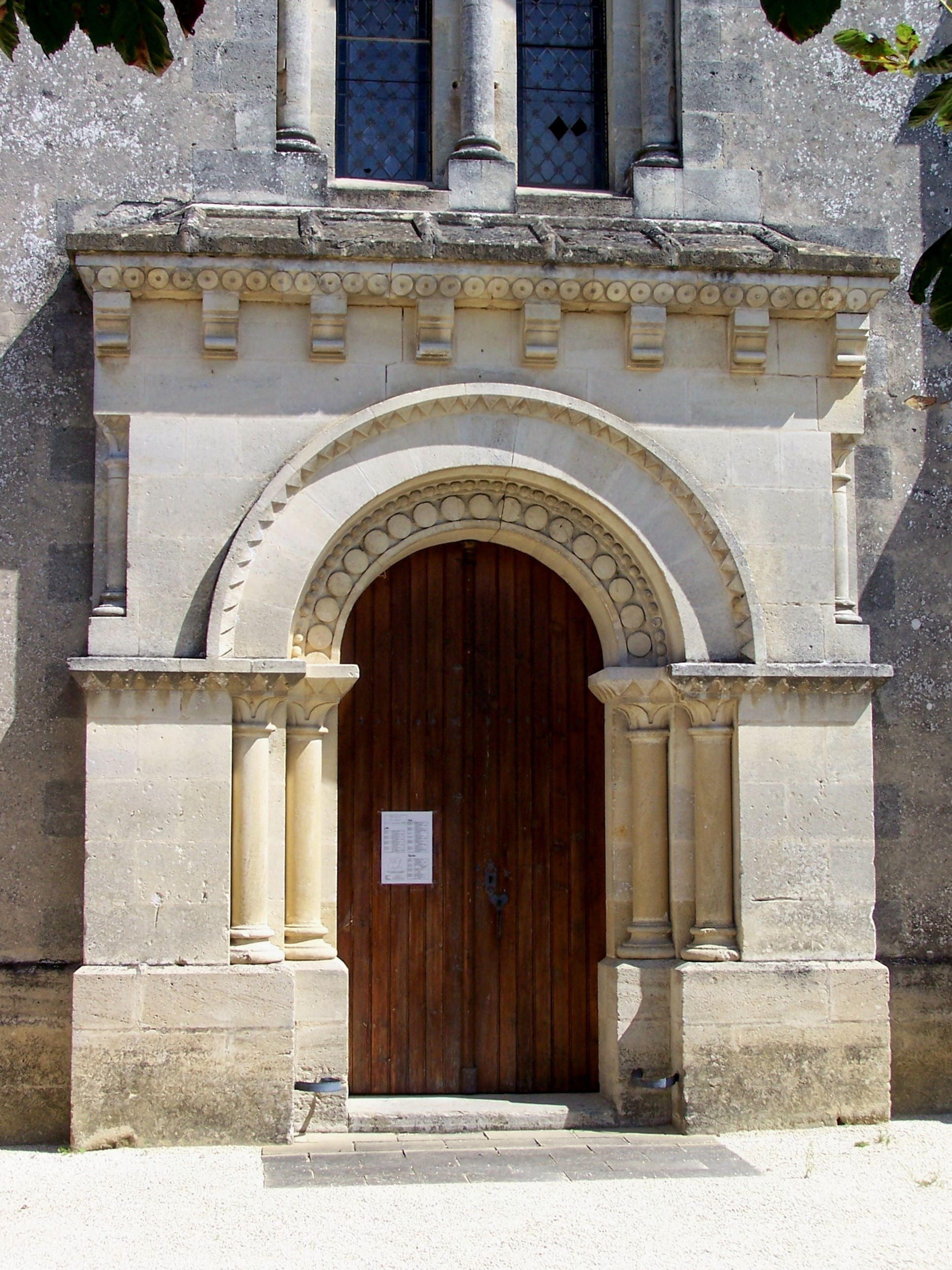
Le portail de l'église (sept. 2009).
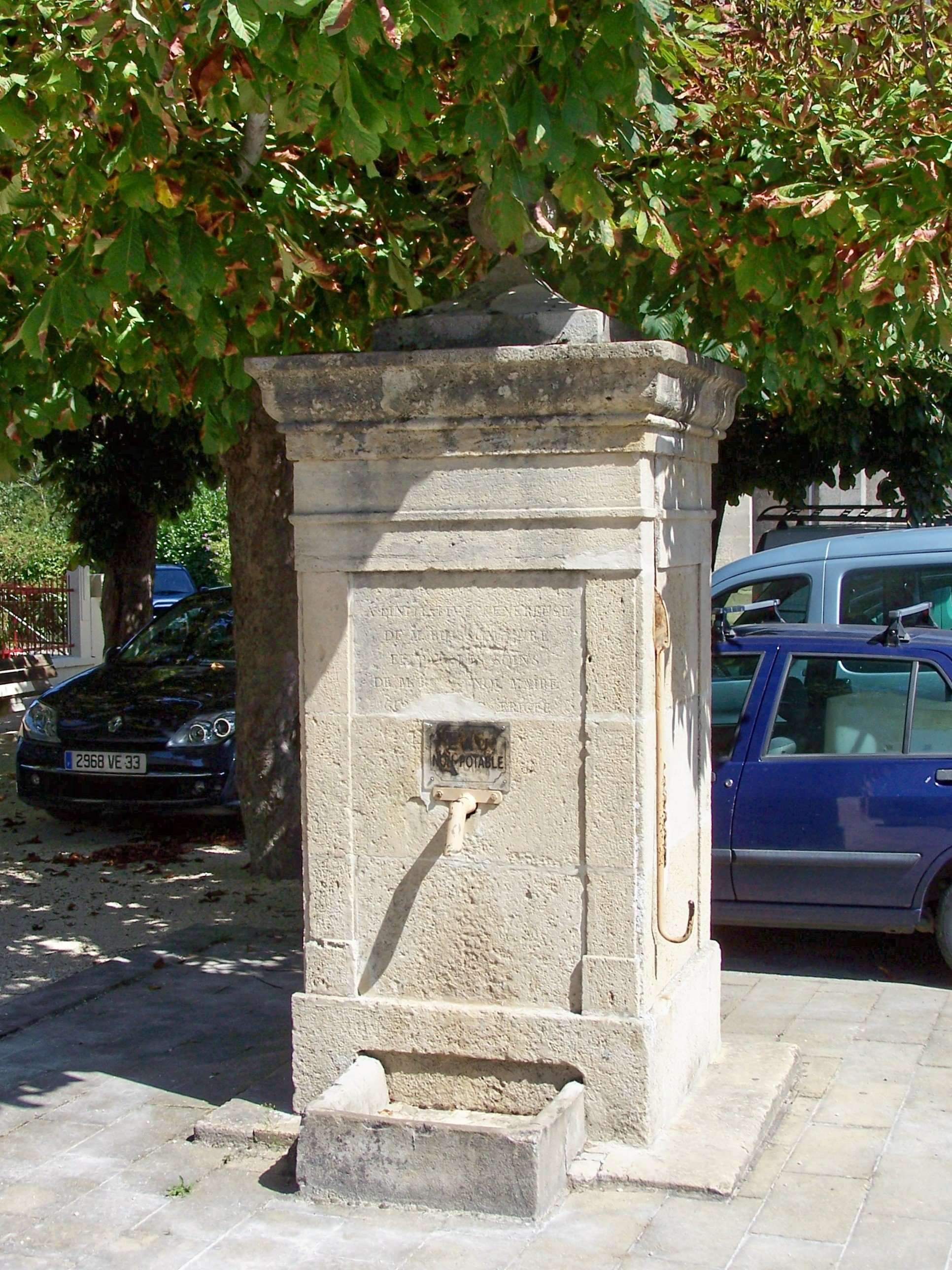
Fontaine sur la place de l'église (sept. 2009).
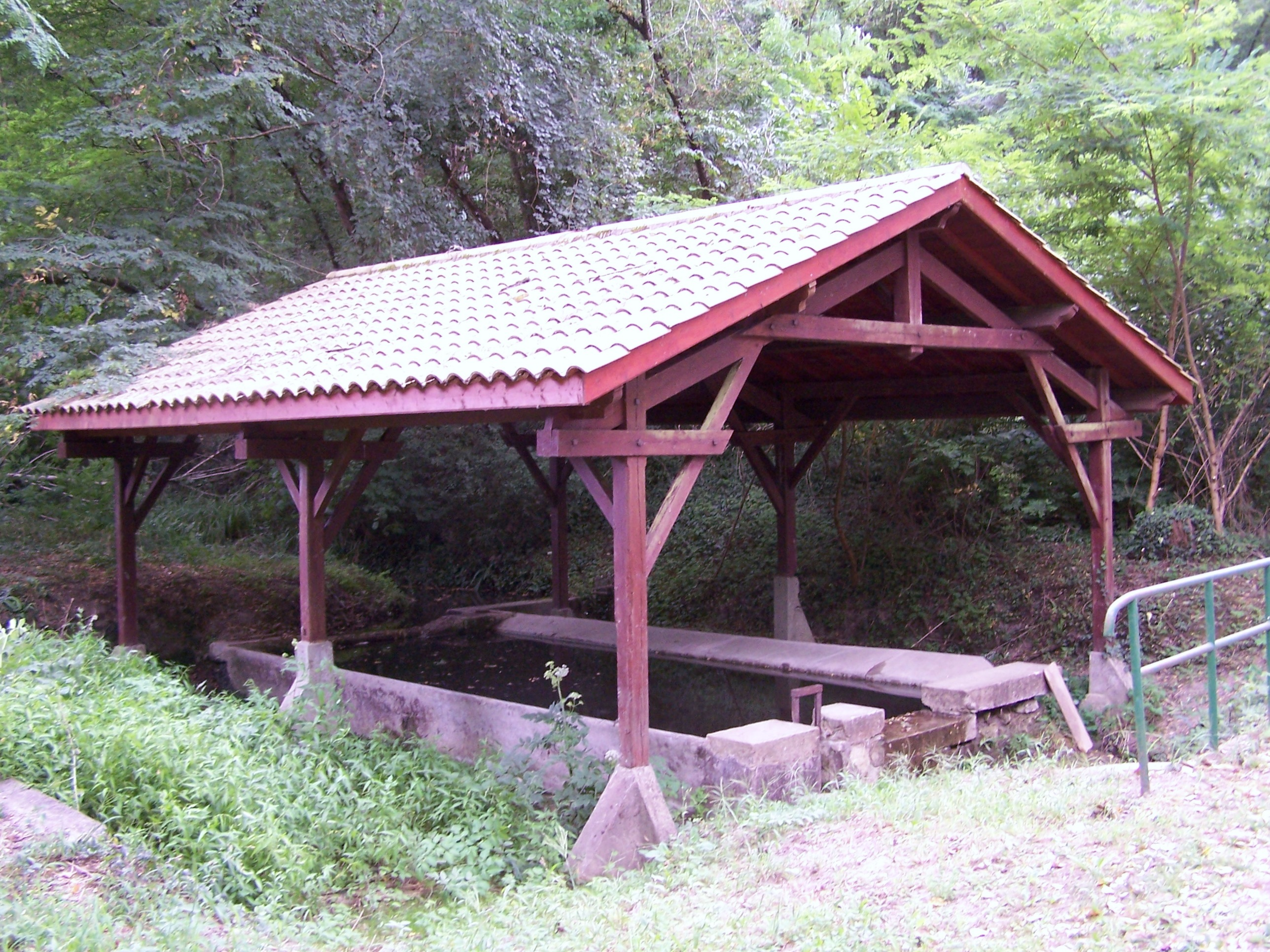
Le lavoir à l'ouest du village (août 2010).
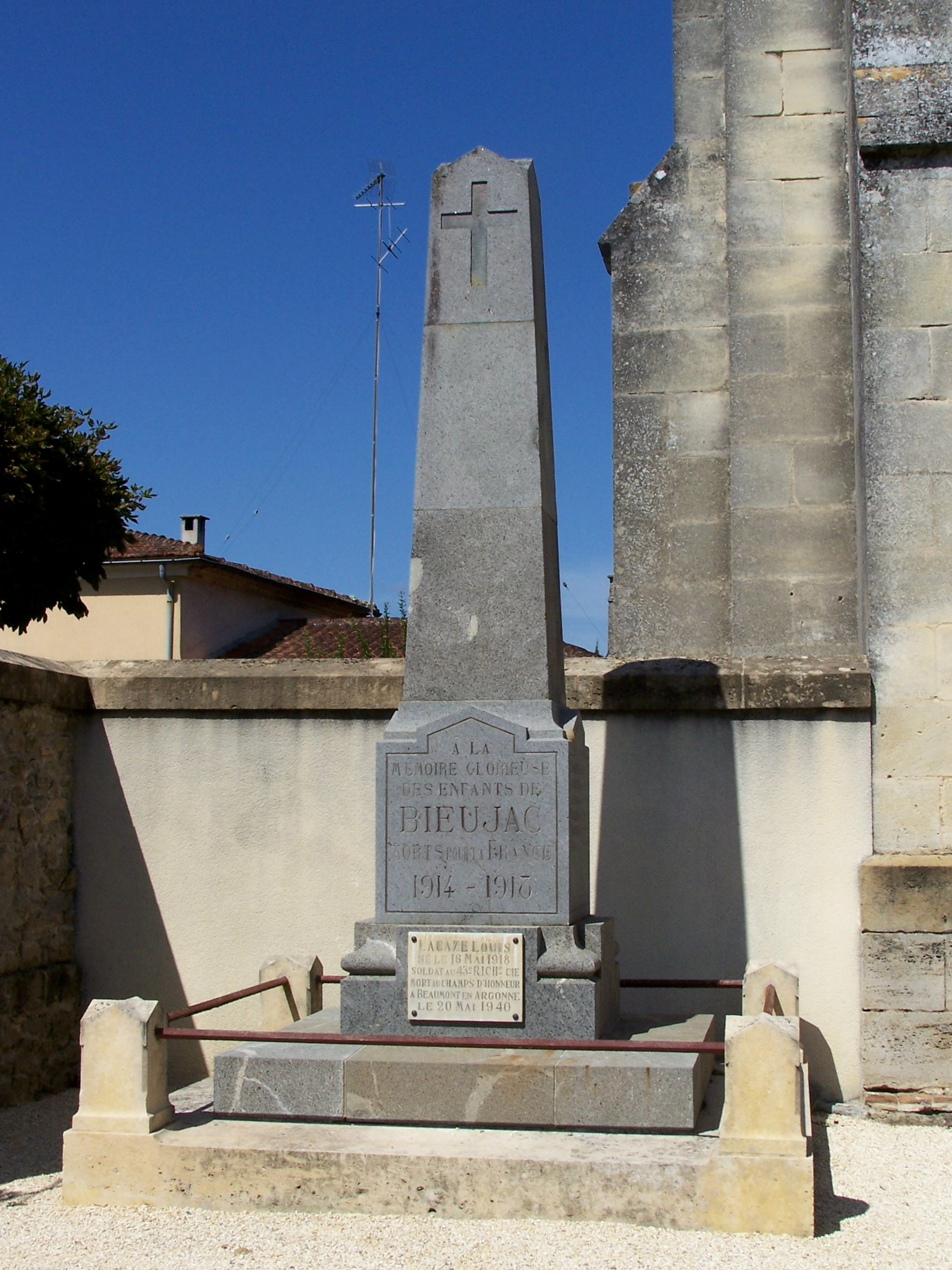
Le monument aux morts (sept. 2009).
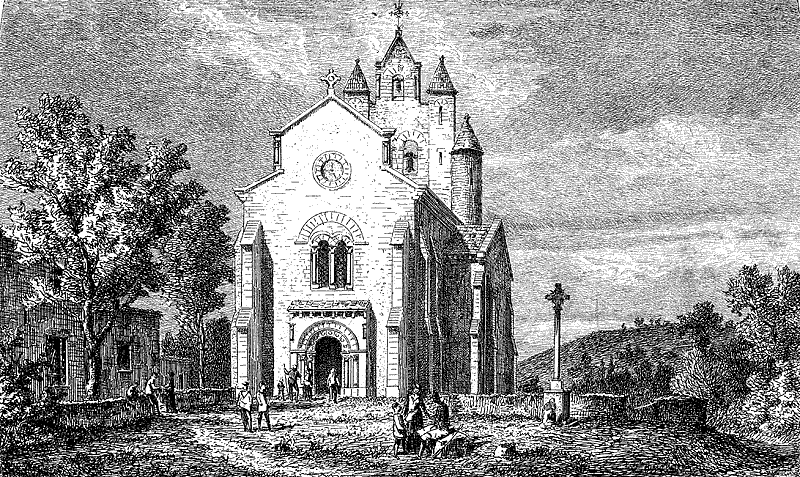
Gravure de Léo Drouyn (1885).